# 미산중학교
미산중학교(嵋山中學校)는 대한민국 충청남도 보령시 미산면 도화담리에 있는 공립 중학교이다.

## 학교 연혁
- 1971년 11월 27일 : 미산중학교 설립인가
- 1972년 3월 9일 : 미산중학교 개교(2학급)
- 1982년 9월 9일 : 벽지학교 지정
- 1996년 3월 1일 : 구 명덕초등학교로 이전, 3학급 편성
- 2006년 2월 8일 : 미산초 · 중학교로 이전
- 2022년 3월 1일 : 중학교 4학급 편성(특수1 증)
- 2023년 3월 1일 : 제5대 이종수 교장 부임
- 2025년 1월 9일 : 제51회 졸업식(졸업생 12명)
- 2025년 3월 4일 : 입학식(입학생 10명)

## 참고 자료
- 미산중학교 - 한국교육학술정보원 학교알리미